# 칸강

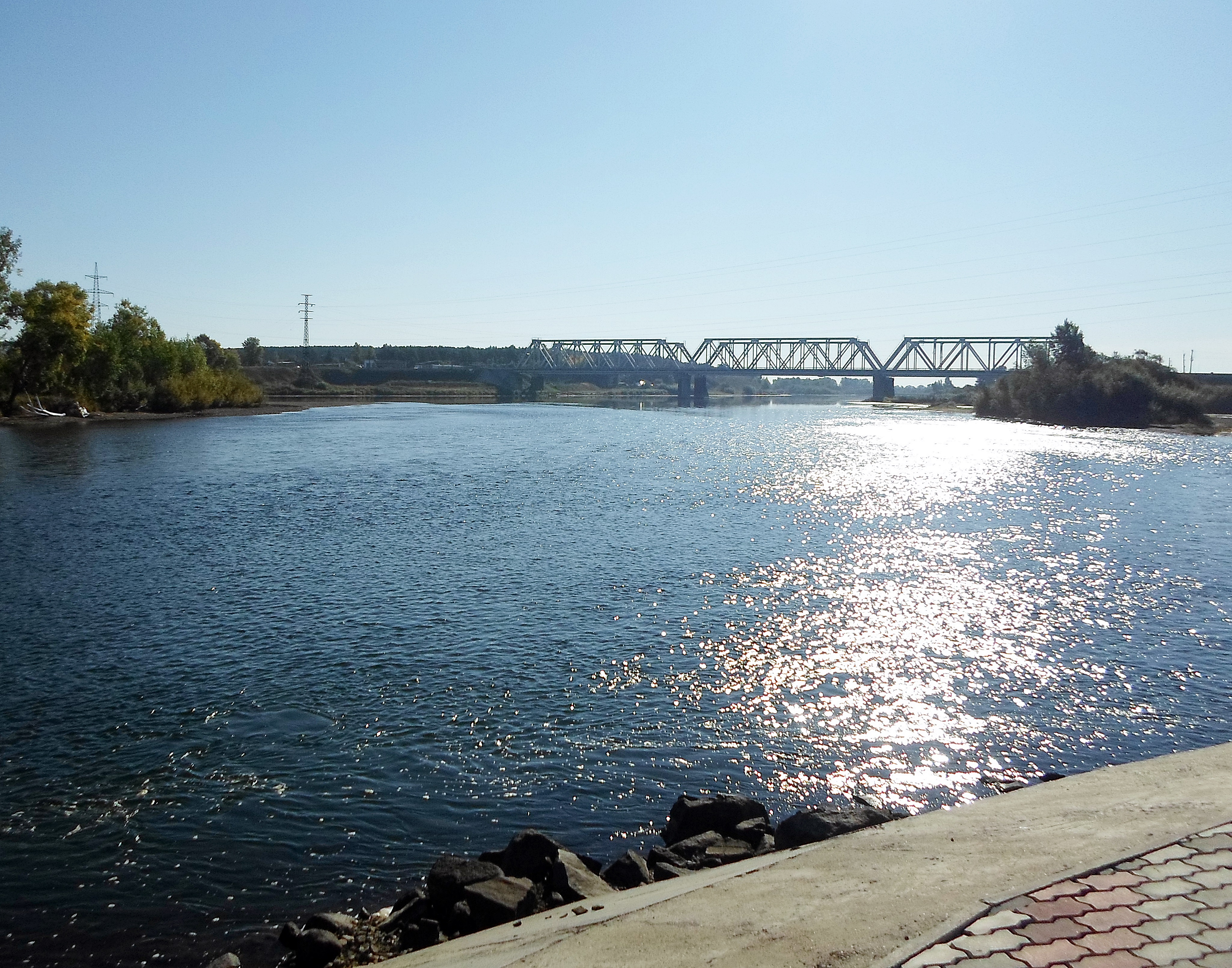

칸강(러시아어: Кан)은 시베리아를 흐르는 강으로 예니세이강의 지류이다. 사얀산맥에서 발원해서 흐르다 예니세이강으로 합류한다.